# Quinchamalium chilense
Quinchamalium chilense é uma espécie de planta pertencente à família Schoepfiaceae, originária do Chile.